# Megachile guayaqui
Megachile guayaqui är en biart som beskrevs av Carlos Schrottky 1913. Megachile guayaqui ingår i släktet tapetserarbin, och familjen buksamlarbin. Inga underarter finns listade i Catalogue of Life.